# 1060'erne
Århundreder: 10. århundrede – 11. århundrede – 12. århundrede
Årtier: 1010'erne 1020'erne 1030'erne 1040'erne 1050'erne – 1060'erne – 1070'erne 1080'erne 1090'erne 1100'erne 1110'erne
År: 1060 1061 1062 1063 1064 1065 1066 1067 1068 1069

## Begivenheder
- Kirken i Danmark reorganiseres og landet indelses i stifter .
- Den 1. Domkirke I Århus, der lå ved Vor Frue bygges (Klosterkirken) i perioden.

Krypten der er udgravet og restaureret er formentlig en rest af en af de første stenkirker i landet.
Om opdagelsen udgravningen og historien er skrevet i Skalk nr 1 1962 af Aksel Skov